# Mechraa Bel Ksiri
Mechraa Bel Ksiri (arabiska: مشرع بلقصيري) är en stad i Marocko. Den ligger i provinsen Sidi Kacem och regionen Rabat-Salé-Kénitra, 100 km nordost om huvudstaden Rabat. Antalet invånare var 31 497 vid folkräkningen 2014.